# Ignacio Rivero
José Ignacio Rivero Segade (Montevideo, 10 de abril de 1992), conocido como Nacho, es un futbolista uruguayo polivalente  y su equipo actual es el C. F. Cruz Azul de la Primera División de México, del cual es capitán.

## Trayectoria

### Inicios
Rivero debutó como profesional el 2 de septiembre de 2012 con Central Español en un partido ante Juventud de las Piedras durante la gestión de Darlyn Gayol, ingresando de cambio al minuto 69 por Marcelo Rodríguez. En adelante ganó más presencia en el equipo titular, con un total de 77 partidos y 14 goles. Inicialmente jugaba como lateral derecho e izquierdo, pero destacó por su versatilidad al desempeñarse también como extremo y volante ofensivo, con gran dominio en ambos perfiles.
En febrero de 2015 se hizo oficial su llegada a Defensa y Justicia de la entonces superliga argentina. Disputó su primer encuentro con el club el 31 de mayo ante San Martín San Juan, entrando de cambio al minuto 79 por Ciro Rius. Con el equipo argentino llegó a disputar la Copa Sudamericana, en la que vio minutos en 4 partidos, y alineó un total de 66 encuentros, con tres goles a su cuenta.

### Tijuana
El 3 de enero de 2018 se anunció su fichaje con el Club Tijuana. El 21 del mismo mes se presentó en el fútbol mexicano en la tercera jornada del Clausura ante Monterrey, encuentro en el cual arrancó como titular y salió de cambio por Alejandro Guido al minuto 79. El 21 de febrero marcó su primer gol en el partido de ida de los octavos de final de la Copa de Campeones contra el Motagua de Honduras, contribuyendo a la victoria de su equipo con 1:0 en el marcador.
En la siguiente campaña comenzó a tener un rol protagónico en el equipo fronterizo y fue nombrado capitán para el Clausura 2020, torneo en el cual anotó en la derrota 4:2 ante Cruz Azul en el Azteca. Disputó todos los minutos posibles hasta la suspensión y finalización prematura de la competencia, como consecuencia de la contingencia sanitaria debida a la pandemia por COVID-19 en México.

### Cruz Azul
El 7 de julio de 2020 se hace oficial su llegada a Cruz Azul en forma de préstamo por un año con opción a compra. Debutó con el equipo el 25 de julio en la primera jornada del Apertura, ingresando de cambio al minuto 79 por Orbelín Pineda en el triunfo 2:0 ante Santos Laguna. El 30 de mayo de 2021 consiguió el título del fútbol mexicano en el Clausura, actuando como un polifuncional por la banda izquierda y siendo pieza clave en la generación de juego ofensivo. Pese a complicadas negociaciones entre los equipos, el 2 de julio se anunció su transferencia definitiva a la institución, firmando un contrato por dos años a cambio de 3.5 millones de dólares y el pase de Misael Domínguez.

Estoy muy feliz aquí, luché tanto por llegar a un club así de grande como Cruz Azul, nada más había sido campeón una vez, así que quiero seguir consiguiendo cosas importantes, es algo increíble y quiero ir por más.
Ignacio Rivero. 22 de enero de 2022.

Marcó su primer gol el 27 de febrero de 2022 en la derrota 1:2 ante Santos Laguna, y su segundo tanto la jornada siguiente en el empate de último minuto 2:2 ante los Tigres de la UANL en El Volcán a pase de Santiago Giménez. En junio de 2022 se dio a conocer el interés de Tigres por hacerse de sus servicios, en una negociación de intercambio que incluía al paraguayo Carlos González, sin embargo, tanto Rivero como Cruz Azul declinaron la oferta. El 15 de marzo de 2024 se anunció la renovación de Rivero con el equipo celeste hasta el 2026. Con el gafete de capitán, Rivero lideró al equipo a la final del Clausura 2024, en la que se quedaron con el segundo puesto tras caer 2:1 ante el América, luego de recibir la marcación de un penalti en los instantes finales del juego de vuelta.
En el Apertura resignó la titularidad por primera vez y se convirtió en un gran revulsivo para el equipo. Finalizó el torneo más fructífero de su carrera, con 5 goles y 2 asistencias en 16 encuentros, y el récord de 42 puntos en la historia de los torneos cortos. En los play-off marcó el primer tanto en la remontada 3:0 ante Tijuana, que les dio el pase a semifinales con el empate 3:3 en el marcador global por su posición en la tabla, y volvió a anotar en la derrota 3:4 contra el América, quien los dejó fuera nuevamente con un penalti en el minuto 94 del juego de vuelta.
El 1 de junio de 2025 levantó su primer título como capitán en el triunfo 5-0 ante el Vancouver Whitecaps canadiense en la final de la Copa de Campeones de la Concacaf, que significó el cuarto de su carrera con el club celeste.

## Perfil de jugador
Elemento polifacético, Rivero es conocido por adaptarse a diferentes roles en el campo. Su habilidad para jugar como central, lateral, extremo o mediocampista le permite ser un recurso valioso en diversas situaciones tácticas. Ha destacado su capacidad para aparecer en el momento oportuno y definir acciones tanto ofensivas como defensivas, siendo la incorporación en segunda línea la forma en que más veces ha marcado en su carrera. La entrega y el compromiso que muestra en el campo, sobre todo con el equipo de Cruz Azul, ha generado un respeto y cariño mutuo entre él y la afición del conjunto celeste. El uruguayo Darlyn Gayol, quien lo debutó como profesional, lo ha descrito como un jugador introvertido, serio, alejado de las bromas de vestidor y cercano a su mate, pero que se transforma cuando ingresa al campo y «ahí pasa a ser ese león que va, que ataca, que marca, que juega, que ayuda, ese jugador que es espectacular». Juan Reynoso comentó que pese a su perfil bajo «en la interna del grupo es un referente» y que «es de esos líderes que te ayudan porque no solo es un ejemplo; cuando tiene que levantar la voz, lo hace. Nacho nos salvó en varias».
El técnico argentino Gustavo Quinteros, quien dirigió a Rivero en el primer semestre de 2020, lo considera uno de los mejores jugadores del fútbol mexicano, y lo describió como un jugador con mucha dinámica, entrega, e ida y vuelta. Mencionó que «es uno de los jugadores que más corre en la liga o el que más corre en volumen, y tiene excelente aceleración y excelente cambio de ritmo, que lo hacen un jugador muy intenso y dinámico».

## Controversias

### Rivalidad con Alexis Vega
El 15 de noviembre de 2020, durante un partido de preparación entre la sub-23 de México y Cruz Azul, el jugador del combinado Alexis Vega sufrió una lesión de esguince de segundo grado en el tobillo tras una barrida de Rivero. Ricardo Peláez, como director deportivo de Guadalajara, calificó la jugada como «artera y malintencionada», y solicitó la inhabilitación del jugador uruguayo, pues a consecuencia de esta lesión, Vega se perdió los play-off del Apertura, necesitando de 6 a 8 semanas para recuperarse. El 20 de noviembre la Comisión Disciplinaria de la FMF resolvió en favor de Rivero: 

Se declara improcedente la solicitud de inhabilitación del Sr. José Ignacio Rivero Segade hecha por el Club Guadalajara, debido a que esta Comisión Disciplinaria no observa una actitud particularmente violenta; sino una intensidad competitiva por parte del jugador de Cruz Azul, sacando el balón de una manera leal sin intención de lastimar a su adversario.

El 16 de abril de 2022, cerca de 17 meses después del incidente en un partido de liga entre Cruz Azul y Guadalajara, Rivero realizó una entrada y sacó de manera limpia el balón ante Alexis Vega, pero terminó derribándolo. La barrida molestó a Alexis, quien al levantarse tomó del cuello al sudamericano y lo ahorcó durante unos segundos, lo que le valió recibir la tarjeta roja sobre el final del encuentro.

### Conflicto con Juan Escobar
En junio de 2023 el paraguayo Juan Escobar y Rivero fueron nombrados el primer y segundo capitán de Cruz Azul para el Apertura, debido a que eran los últimos referentes del primer equipo que obtuvo el título en mayo de 2021. Con la abrupta salida de Escobar en enero de 2024, Rivero fue elegido y asumió la capitanía del club celeste y, en medio de la controversia, pidió dejar de lado el tema de Juan Escobar en una conferencia de prensa. Luego de este episodio, se produjo un conato de bronca durante un tiro de esquina entre Rivero y Escobar en el encuentro ante Toluca, equipo donde recaló el jugador paraguayo, correspondiente a la última jornada del Clausura 2024.

### Discusión con Adonai Escobedo
El 8 de diciembre de 2024, tras haber finalizado el juego de vuelta de las semifinales contra el América, Rivero encaró al colegiado Adonai Escobedo y su cuerpo arbitral, en respuesta a su decisión de marcar un penal en favor del equipo visitante en los instantes finales del partido y la no marcación de otro en su favor, lo que le valió recibir una tarjeta roja. La tensión post-partido escaló hasta los vestidores, donde surgió un conflicto entre personal del club celeste y la prensa. Rivero salió rumbo a la sala de prensa a tranquilizar la situación y pedir disculpas en nombre del equipo por el altercado.

## Estadísticas

### Clubes
Actualizado al último partido jugado el 16 de agosto de 2025.
| Club | Temporada     | Div.          | Liga  | Liga  | Liga   | Copas (1) | Copas (1) | Copas (1) | Internacional (2) | Internacional (2) | Internacional (2) | Total (3) | Total (3) | Total (3) | Media goleadora |
| Club | Temporada     | Div.          | Part. | Goles | Asist. | Part.     | Goles     | Asist.    | Part.             | Goles             | Asist.            | Part.     | Goles     | Asist.    | Media goleadora |
| --- | ------------- | ------------- | ----- | ----- | ------ | --------- | --------- | --------- | ----------------- | ----------------- | ----------------- | --------- | --------- | --------- | --------------- |
| Central Español · Uruguay | 2011-12       | 2.ª           | 9     | 1     | 0      | —         | —         | —         | —                 | —                 | —                 | 9         | 1         | 0         | 0.11            |
| Central Español · Uruguay | 2012-13       | 1.ª           | 25    | 0     | 0      | —         | —         | —         | —                 | —                 | —                 | 25        | 0         | 0         | 0.00            |
| Central Español · Uruguay | 2013-14       | 2.ª           | 29    | 7     | 1      | —         | —         | —         | —                 | —                 | —                 | 29        | 7         | 1         | 0.24            |
| Central Español · Uruguay | 2014-15       | 2.ª           | 14    | 6     | 0      | —         | —         | —         | —                 | —                 | —                 | 14        | 6         | 0         | 0.43            |
| Central Español · Uruguay | Total club    | Total club    | 77    | 14    | 1      | 0         | 0         | 0         | 0                 | 0                 | 0                 | 77        | 14        | 1         | 0.18            |
| Defensa y Justicia Argentina | 2014-15       | 1.ª           | —     | —     | —      | 3         | 0         | 0         | —                 | —                 | —                 | 3         | 0         | 0         | 0.00            |
| Defensa y Justicia Argentina | 2015-16       | 1.ª           | 16    | 1     | 0      | 1         | 0         | 0         | —                 | —                 | —                 | 17        | 1         | 0         | 0.06            |
| Defensa y Justicia Argentina | 2016-17       | 1.ª           | 27    | 2     | 3      | 3         | 0         | 0         | 4                 | 0                 | 0                 | 34        | 2         | 3         | 0.06            |
| Defensa y Justicia Argentina | 2017-18       | 1.ª           | 12    | 0     | 1      | —         | —         | —         | —                 | —                 | —                 | 12        | 0         | 1         | 0.00            |
| Defensa y Justicia Argentina | Total club    | Total club    | 55    | 3     | 4      | 7         | 0         | 0         | 4                 | 0                 | 0                 | 66        | 3         | 4         | 0.05            |
| Tijuana · México | 2017-18       | 1.ª           | 18    | 1     | 1      | —         | —         | —         | 4                 | 1                 | 0                 | 22        | 2         | 1         | 0.09            |
| Tijuana · México | 2018-19       | 1.ª           | 34    | 2     | 3      | 7         | 0         | 0         | —                 | —                 | —                 | 41        | 2         | 3         | 0.05            |
| Tijuana · México | 2019-20       | 1.ª           | 28    | 3     | 1      | 7         | 0         | 0         | 1                 | 0                 | 0                 | 36        | 3         | 1         | 0.08            |
| Tijuana · México | Total club    | Total club    | 80    | 6     | 5      | 14        | 0         | 0         | 5                 | 1                 | 0                 | 99        | 7         | 5         | 0.07            |
| Cruz Azul · México | 2020-21       | 1.ª           | 38    | 0     | 3      | 1         | 0         | 0         | 6                 | 0                 | 0                 | 45        | 0         | 3         | 0.00            |
| Cruz Azul · México | 2021-22       | 1.ª           | 36    | 2     | 0      | —         | —         | —         | 6                 | 0                 | 0                 | 42        | 2         | 0         | 0.05            |
| Cruz Azul · México | 2022-23       | 1.ª           | 35    | 2     | 5      | 1         | 0         | 0         | —                 | —                 | —                 | 36        | 2         | 5         | 0.06            |
| Cruz Azul · México | 2023-24       | 1.ª           | 37    | 4     | 4      | —         | —         | —         | 3                 | 0                 | 0                 | 40        | 4         | 4         | 0.10            |
| Cruz Azul · México | 2024-25       | 1.ª           | 37    | 15    | 3      | —         | —         | —         | 12                | 1                 | 3                 | 49        | 16        | 6         | 0.33            |
| Cruz Azul · México | 2025-26       | 1.ª           | 4     | 1     | 0      | —         | —         | —         | 3                 | 1                 | 0                 | 7         | 2         | 0         | 0.00            |
| Cruz Azul · México | Total club    | Total club    | 187   | 24    | 15     | 2         | 0         | 0         | 30                | 2                 | 3                 | 219       | 26        | 18        | 0.11            |
| Total carrera | Total carrera | Total carrera | 399   | 47    | 24     | 23        | 0         | 0         | 39                | 3                 | 3                 | 461       | 50        | 28        | 0.11            |
| (1) Incluye datos de Copa Argentina (2015-2017) / Copa México (2018-2020), Campeón de Campeones (2021), Supercopa de la Liga (2022). (2) Incluye datos de Copa Sudamericana (2017) / Copa de Campeones (2017-act.) y Leagues Cup (2019-act.). (3) No incluye datos de partidos amistosos. |               |               |       |       |        |           |           |           |                   |                   |                   |           |           |           |                 |

### Resumen estadístico
|                               | Partidos | Goles | Asistencias | Promedio |
| ----------------------------- | -------- | ----- | ----------- | -------- |
| Primera División de Uruguay   | 25       | 0     | 0           | 0.00     |
| Segunda División de Uruguay   | 52       | 14    | 1           | 0.27     |
| Primera División de Argentina | 55       | 3     | 4           | 0.05     |
| Primera División de México    | 265      | 29    | 20          | 0.11     |
| Copas nacionales              | 23       | 0     | 0           | 0.00     |
| Copas internacionales         | 39       | 3     | 3           | 0.06     |
| Total                         | 459      | 49    | 28          | 0.11     |

## Palmarés

### Títulos nacionales
| Título               | Club            | Año  |
| -------------------- | --------------- | ---- |
| Campeonato de 2.ª    | Central Español | 2012 |
| Campeonato de Liga   | Cruz Azul       | 2021 |
| Campeón de Campeones | Cruz Azul       | 2021 |
| Supercopa de la Liga | Cruz Azul       | 2022 |

### Títulos internacionales
| Título            | Club      | Año  |
| ----------------- | --------- | ---- |
| Copa de Campeones | Cruz Azul | 2025 |

### Distinciones individuales
| Distinción                                                                  | Año  |
| --------------------------------------------------------------------------- | ---- |
| Equipo Ideal del Apertura                                                   | 2024 |
| Parte de los 25 mejores jugadores de Cruz Azul del siglo xxi según Goal.com | 2024 |
| Equipo Ideal del Clausura                                                   | 2025 |
| Equipo Ideal de la Copa de Campeones                                        | 2025 |

## Vida privada
Ignacio Rivero ha mantenido durante su carrera su vida personal fuera del foco mediático. Recién en el primer trimestre de 2024 abrió una cuenta de instagram de carácter público, conservando la personal en privado, y dos días después de su creación ya acumulaba más de 34 mil seguidores. Fuera del ámbito profesional, se ha visto que mantiene una amistad con Jesús Corona, con quien compartió vestidor entre 2020 y 2023.
Su madre, Alicia Beatriz Segade Gómez, falleció el 8 de febrero de 2024, mientras se concentraba con Cruz Azul previo a la sexta jornada del Clausura. El técnico del club celeste, Martín Anselmi, le permitió regresar a su ciudad natal para el entierro, por lo que se perdió el partido contra el Atlético de San Luis, una de las raras ocasiones en las que se ha perdido un encuentro por motivos extra-deportivos. En el partido siguiente ante los Tigres, Rivero ingresó al minuto 79 en medio de una ovación, y recibió el pésame de Nahuel Guzmán, entre otros jugadores rivales.
El 8 de enero de 2025 anunció junto a su pareja Catherine Landó Nandes la espera de su primer hijo. El 1 de junio, tras la final ante los Vancouver Whitecaps, dio a conocer que su hijo había nacido durante la madrugada previa al partido, declarando: «Dormí tres horas, el mejor día de mi vida».